# Tervia brevovicella
Tervia brevovicella is een mosdiertjessoort uit de familie van de Terviidae. De wetenschappelijke naam van de soort is voor het eerst geldig gepubliceerd in 1951 door Silén.